# Venezuelai bolívar (1879)
A bolívar Venezuela törvényes pénzneme volt 1879. és 2007. december 31. között. Nevét Simón Bolívarról kapta. Váltópénze a céntimo volt (1 bolívar = 100 céntimo).
A bolívart 1879-ben vezették be Venezuelában a rövid életű venezolano helyett 1 venezolano = 5 bolívar értékben. A bolívart kezdetben a francia frankhoz kötötték 1 frank = 1 bolívar arányban, majd 1934-től az amerikai dollárhoz 3,914 bolívar = 1 dollár arányban, 1937-től 3,18 bolívar = 1 dollár lett az arány.
Az ország gazdasága az első világháborúig elsősorban a mezőgazdaságra épült, ezután az olajkitermelés fokozatosan átvette a főszerepet. Az 1970-es évekig a bolívar volt a térség legstabilabb és a nemzetközi forgalomban is elfogadott pénzneme. Az olajipar máig alapvetően befolyásolja a gazdaságot, a többi iparág fejletlensége miatt az időnkénti olajárcsökkenések bizonytalanná teszik az ország bevételeit.
Egy ilyen krízis miatt tértek át 2002-ben a valuta csúszó paritásos leértékelésről a szabad lebegtetésre, ami a bolívar árfolyamának gyors esését vonta maga után. A lebegtetés előtt a bolívar egy 15%-os sávban mozgott a dollárhoz képest, ami stabilitást és a megelőző 14 év legalacsonyabb inflációját eredményezte, a túlértékelt dollár azonban nehézségeket okozott. A bolívar árfolyamát 2005. március 1-jétől hivatalosan az amerikai dollárhoz kötötték 1 dollár = 2150 bolívar arányban. A kormány bejelentette, hogy 2008. január 1-jén a bolívart 1:1000 arányban denominálják, az új pénznem elnevezése erős bolívar (bolívar fuerte).